# Scrupt
Scrupt település Franciaországban, Marne megyében. Lakosainak száma 124 fő (2022. január 1.). Scrupt Blesme, Haussignémont, Heiltz-le-Hutier, Maurupt-le-Montois, Saint-Lumier-la-Populeuse és Saint-Vrain községekkel határos.

## Népesség
A település népessége az elmúlt években az alábbi módon változott:
| Lakosok száma | 161  | 134  | 134  | 122  | 135  | 137  | 132  | 130  | 127  | 124  |
|               | 1968 | 1982 | 1990 | 2006 | 2013 | 2015 | 2017 | 2019 | 2020 | 2022 |